# Lambada da Alegria
Lambada da Alegria é uma música do grupo Trem da Alegria, presente no álbum autointitulado de 1990. Foi a primeira música de trabalho a ser lançada e como o próprio nome diz, trata-se de uma canção onde o estilo predominante é a lambada. 
Duas versões foram feitas para faixa. Em uma delas há a participação especial da apresentadora Xuxa, na outra apenas o trio Amanda, Juninho Bill e Rubinho fazem os vocais.

## Produção e lançamento
O estilo musical Lambada tornou-se sucesso nos anos finais da década de 1980 e isso conduziu a um número substancial de artistas a explorarem o ritmo. O Trem da Alegria foi um desses e em 1990, duas lambadas foram incluídas no álbum lançado no mesmo ano: "Lambada da Alegria e "Lambada danada". 
Obteve êxito nas rádios e o contribuiu para que mais de 180 mil cópias do disco fossem vendidas antecipadamente. Como promoção, foi cantada em diversos programas de TV, bem como nas turnês promocionais de 1990 e 1991. Um videoclipe também foi criado e exibido na TV.
A música foi a única do LP de 1990 incluída na coletânea lançada em 1992 pelo grupo, mas sem a participação da Xuxa. A faixa também pode ser encontrada na coletânea Focus: O essencial de Trem da Alegria, lançada em CD.
Da mesma forma que vários dos singles do Trem da Alegria, o compacto traz apenas a canção 2 vezes, uma em cada lado.
A atriz e cantora mexicana Angélica Vale, fez uma versão cover no disco Nuestro Show No Puede Parar, de 1990, e a lançou como uma das músicas de trabalho.

## Recepção
"Lambada da Alegria" foi a vencedora do Prêmio Sharp na categoria de melhor música infantil de 1990. Ela concorria na mesma categoria com "Copa da Floresta", da Xuxa e outra faixa do grupo, "O Pinguim".

## Faixas
- Créditos adaptados da contracapa do compacto Lambada da Alegria.[12]

Lado A
| N.º | Título               | Compositor(es)        | Participação | Duração |  |
| 1.  | "Lambada da Alegria" | Chico Roque Ed Wilson | Xuxa         | 4:35    |  |

Lado B
| N.º | Título               | Compositor(es)        | Participação | Duração |  |
| 1.  | "Lambada da Alegria" | Chico Roque Ed Wilson | Xuxa         | 4:35    |  |